# 砂川啓介 いま!朝です
『砂川啓介 いま!朝です』（さがわけいすけ いまあさです）は、1986年9月29日から1987年10月2日まで一部TBS系列局で放送されたTBS製作の平日早朝の情報番組である。

## 概略
6:30 - 7:00の枠で放送されていた『JNNおはようニュース&スポーツ』の好調を受け、それよりも早い時間帯に生の情報番組を編成しようということで、6時台前半に生番組が組まれることとなった。前番組である『おはようお天気ワイド』と同様、6:00 - 6:09は関東ローカルに近い体裁を取っていたため、6:10からの飛び乗りネットが可能なように飛び乗りポイントが設けられていた。
番組自体は、TBS旧テレビ局舎のDスタジオ（この時点では既に報道専用スタジオとして運用されていた）から毎日生放送されており、スタジオ技術スタッフは、この番組と後に続く『JNNおはようニュース&スポーツ』を続けて担当していた。
番組ネット局については、ローカル枠の番組ということもあり、JNNフルネットとはならず、未ネット局もあった。例えば静岡地区（静岡放送）では、同時間帯において自社制作のローカルニュース番組「朝一番!SBSニュースワイド」（1985年（昭和60年）4月 - 1989年（平成元年）9月）が放送されており、この番組は非ネットであった。

## 主な出演者
- 砂川啓介
- 矢沢真由美
- 下重和義（当時日本気象協会職員、天気予報担当）

## 放送時間
- 月曜 - 金曜 6:00 - 6:30 （1986年9月29日 - 1987年3月27日）
- 月曜 - 金曜 6:00 - 6:25 （1987年3月30日 - 1987年10月2日） - 『レッツゴー!ライオンズ』の放送再開により、放送枠が5分縮小。

| TBS系列 平日早朝の情報番組枠 | TBS系列 平日早朝の情報番組枠 | TBS系列 平日早朝の情報番組枠 |
| 前番組                       | 番組名                       | 次番組                       |
| ---------------------------- | ---------------------------- | ---------------------------- |
| おはようお天気ワイド         | 砂川啓介 いま!朝です         | ドーナツ6                    |